# Ludwig Philipp Hahn
Ludwig Philipp Hahn, född den 22 mars 1746 i Trippstadt, död 1814, var en tysk författare.
Hahn skrev dramer (Der Aufruhr zu Pisa, 1776, som behandlar Ugolino efter Dante och Gerstenberg, Graf Karl von Adelsberg, samma år, Robert von Hohenecken, 1778), som tillhör sturm-und-drangtidens våldsamma Shakespeareimitationer, men äger mycken dramatisk styrka. Hahn ägnades en monografi av Richard Maria Werner, Ludwig Philipp Hahn. Ein Beitrag zur Geschichte der Sturm-und-Drangzeit (1877).